# Gymnusa
Gymnusa (лат.) — род жуков семейства стафилиниды из подсемейства Aleocharinae. Голарктика.

## Описание
Длина тела от 4 до 7 мм. Основная окраска темно-коричневая или почти чёрная. Обитают во влажных лесах и болотах, на окраинах прудов и небольших ручьев. Имаго во влажной подстилке из опавших листьев и мха.  Тело веретеновидное, плоское и коренастое. Жвалы с одним субапикальным зубцом. Все лапки состоят из пяти члеников (формула лапок 5-5-5).  Усики 11-члениковые.

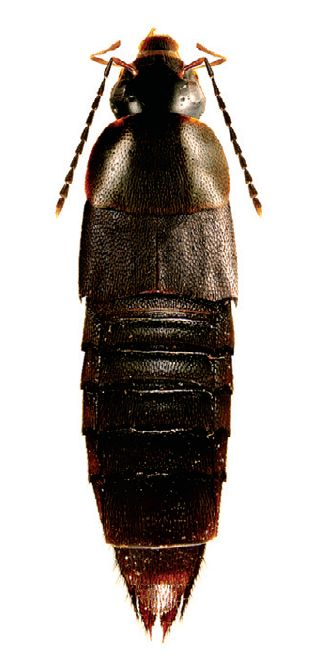
Gymnusa grandiceps

## Классификация
- Gymnusa absens
- Gymnusa anatolica
- Gymnusa antiqua
- Gymnusa atra
- Gymnusa brevicollis (Paykull, 1800) — Европа, в том числе, Россия[2]
- Gymnusa campbelli
- Gymnusa grandiceps
- Gymnusa inexspectata
- Gymnusa konopackii
- Gymnusa lindrothi
- Gymnusa miyashitai
- Gymnusa pseudovariegata
- Gymnusa sinuata Gravenhorst, 1806typus
- Gymnusa smetanai
- Gymnusa variegata Kiesenwetter, 1845 — Европа, в том числе, Россия[2]
- другие виды

### Палеонтология
- †Gymnusa absens Scudder, 1900 — плейстоцен (126 тыс. лет — 12 тыс. лет; Канада)[3]
- †Gymnusa antiqua Lomnicki, 1894 — плейстоцен (126 тыс. лет — 12 тыс. лет; Борислав, Львовская область, Украина)[4]